# UEFA Super Cup 2023
De UEFA Super Cup 2023 was de 48ste editie van de UEFA Super Cup, een jaarlijkse door de UEFA georganiseerde voetbalwedstrijd. De wedstrijd werd gespeeld tussen Manchester City als winnaar van de UEFA Champions League 2022/23 en Sevilla FC als winnaar van de UEFA Europa League 2022/23 op woensdag 16 augustus 2023 in het Georgios Karaiskákisstadion te Piraeus. Na doelpunten van Youssef En-Nesyri en Cole Palmer in de reguliere speeltijd won Manchester City na een strafschoppenserie voor een eerste keer de UEFA Super Cup door de titel over te nemen van Real Madrid.

## Organisatie

### Locatie
Op 2 maart 2023 werd besloten om de UEFA Super Cup 2023 te laten spelen in de Ak Bars Arena in Kazan. Daar werden eerder onder andere zes wedstrijden op het WK 2018 gespeeld. Nooit eerder werd een editie van de UEFA Super Cup in Rusland gespeeld. Op 25 januari 2023 werd echter besloten om de wedstrijd te verplaatsen naar het Georgios Karaiskákisstadion in Piraeus. Elf maanden eerder had de UEFA al de UEFA Champions Leaguefinale van 2022, die eveneens gespeeld zou worden in Rusland, verplaatst naar aanleiding van de Russische invasie van Oekraïne. In het Georgios Karaiskákisstadion werd eerder de finale van de Europacup II in 1971 gespeeld. Het was de eerste keer dat een editie van de UEFA Super Cup wordt gespeeld in Griekenland.

### Scheidsrechter
De Fransman François Letexier werd aangesteld als de scheidsrechter van de wedstrijd. Hij leidde eerder de finale van de UEFA Youth League in 2019 en was de videoscheidsrechter in de UEFA Europa Leaguefinale van 2021. Hij werd geassisteerd door zijn landgenoten Cyril Mugnier en Mehdi Rahmouni, met de Noor Espen Eskås als vierde official. De Fransman Jérôme Brisard werd aangewezen als videoscheidsrechter met zijn landgenoot Eric Wattellier en de Zwitser Fedayi San als zijn assistenten.

## Voorgeschiedenis
Manchester City kwalificeerde zich voor de UEFA Super Cup door de UEFA Champions Leaguefinale van 2023 te winnen van Internazionale (1–0). Sevilla FC plaatste zich voor de UEFA Super Cup door de UEFA Europa Leaguefinale van 2023 na een strafschoppenserie te winnen van AS Roma. Manchester City speelde nog nooit eerder in de UEFA Super Cup. Sevilla FC nam zes keer eerder deel; het won in 2006 van FC Barcelona en verloor de edities van 2007, 2014, 2015, 2016 en 2020. In totaal speelden negentien Engelse teams eerder om de UEFA Super Cup waarvan er negen wonnen, met Chelsea FC in 2021 als laatst. Dertig Spaanse teams speelden eerder om de UEFA Super Cup waarvan er zestien wonnen, met Real Madrid in 2022 als laatst. Zeven keer eerder ging de strijd om de UEFA Super Cup tussen een Engelse en een Spaanse club; de Engelsen wonnen in 1979, 1982, 1998 en 2021 en de Spanjaarden wonnen in 1980, 2012 en 2017. Pep Guardiola, trainer van Manchester City, won eerder de UEFA Super Cup met FC Barcelona in 2009 en 2011 en met Bayern München in 2013.

## Wedstrijd

### Verloop
Bij Manchester City was Kevin De Bruyne afwezig vanwege een blessure en maakte Joško Gvardiol zijn basisdebuut. In de achtste minuut werd een kopbal van Nathan Aké gered door Yassine Bounou. Na 25 minuten kwam Sevilla FC op een voorsprong door een rake kopbal van Youssef En-Nesyri uit een voorzet van Marcos Acuña. Later miste En-Nesyri kansen om de voorsprong te verdubbelen. In de tweede helft trok Manchester City het initiatief meer naar zich toe en kopte Cole Palmer de gelijkmaker binnen uit een voorzet van Rodri. Er werd vervolgens niet meer gescoord, waardoor een penaltyserie beslissing moest brengen. De eerste negen spelers schoten raak en Nemanja Gudelj schoot op de lat, waardoor Manchester City de wedstrijd won.

### Details
|                                |                                         |                          |                                         | |
| 16 augustus 2023 21:00 (UTC+2) | Manchester City                         | 1 – 1 (0 – 1) 5 – 4 pen. | Sevilla FC                              | Stadion: Georgios Karaiskákisstadion, Piraeus Toeschouwers: 29.207 Scheidsrechter: François Letexier Assistenten: Cyril Mugnier Assistenten: Mehdi Rahmouni Vierde official: Espen Eskås Video-assistent: Jérôme Brisard AVAR 1: Eric Wattellier AVAR 2: Fedayi San Speler van de wedstrijd: Cole Palmer |
| 16 augustus 2023 21:00 (UTC+2) | Palmer 63'                              | Verslag                  | 25' En-Nesyri                           | Stadion: Georgios Karaiskákisstadion, Piraeus Toeschouwers: 29.207 Scheidsrechter: François Letexier Assistenten: Cyril Mugnier Assistenten: Mehdi Rahmouni Vierde official: Espen Eskås Video-assistent: Jérôme Brisard AVAR 1: Eric Wattellier AVAR 2: Fedayi San Speler van de wedstrijd: Cole Palmer |
| 16 augustus 2023 21:00 (UTC+2) | Strafschoppen                           |                          |                                         | Stadion: Georgios Karaiskákisstadion, Piraeus Toeschouwers: 29.207 Scheidsrechter: François Letexier Assistenten: Cyril Mugnier Assistenten: Mehdi Rahmouni Vierde official: Espen Eskås Video-assistent: Jérôme Brisard AVAR 1: Eric Wattellier AVAR 2: Fedayi San Speler van de wedstrijd: Cole Palmer |
| 16 augustus 2023 21:00 (UTC+2) | Haaland Álvarez Kovačić Grealish Walker |                          | Ocampos Rafa Mir Rakitić Montiel Gudelj | Stadion: Georgios Karaiskákisstadion, Piraeus Toeschouwers: 29.207 Scheidsrechter: François Letexier Assistenten: Cyril Mugnier Assistenten: Mehdi Rahmouni Vierde official: Espen Eskås Video-assistent: Jérôme Brisard AVAR 1: Eric Wattellier AVAR 2: Fedayi San Speler van de wedstrijd: Cole Palmer |
|                                |                                         |                          |                                         | |

| Manchester City | Sevilla FC |

| DM             | 31 | Ederson Moraes  |     |
| RA             | 02 | Kyle Walker     |     |
| CV             | 25 | Manuel Akanji   |     |
| CV             | 24 | Joško Gvardiol  |     |
| LA             | 06 | Nathan Aké      |     |
| CM             | 08 | Mateo Kovačić   |     |
| CM             | 16 | Rodri           |     |
| RB             | 80 | Cole Palmer     | 85' |
| AM             | 08 | Phil Foden      |     |
| LB             | 10 | Jack Grealish   |     |
| SP             | 09 | Erling Haaland  |     |
| Wisselspelers: |    |                 |     |
| DM             | 18 | Stefan Ortega   |     |
| DM             | 33 | Scott Carson    |     |
| VD             | 03 | Rúben Dias      |     |
| VD             | 05 | John Stones     |     |
| VD             | 14 | Aymeric Laporte |     |
| VD             | 21 | Sergio Gómez    |     |
| VD             | 82 | Rico Lewis      |     |
| MV             | 04 | Kalvin Phillips |     |
| MV             | 32 | Máximo Perrone  |     |
| MV             | 87 | James McAtee    |     |
| AV             | 19 | Julián Álvarez  | 85' |
| AV             | 52 | Oscar Bobb      |     |
| Coach:         |    |                 |     |
| Pep Guardiola  |    |                 |     |

| DM                   | 13 | Yassine Bounou    |           |
| RA                   | 16 | Jesús Navas       | 83'       |
| CV                   | 22 | Loïc Badé         | 33'       |
| CV                   | 06 | Nemanja Gudelj    |           |
| LA                   | 19 | Marcos Acuña      |           |
| CM                   | 08 | Joan Jordán       |           |
| CM                   | 10 | Ivan Rakitić      |           |
| RB                   | 05 | Lucas Ocampos     |           |
| AM                   | 21 | Óliver Torres     | 74'       |
| LB                   | 17 | Erik Lamela       | 62' 90+3' |
| SP                   | 15 | Youssef En-Nesyri | 90+3'     |
| Wisselspelers:       |    |                   |           |
| DM                   | 01 | Marko Dmitrović   |           |
| VD                   | 02 | Federico Gattoni  |           |
| VD                   | 03 | Adrià Pedrosa     |           |
| VD                   | 04 | Gonzalo Montiel   | 83'       |
| VD                   | 27 | Kike Salas        |           |
| MV                   | 07 | Suso              | 90+3'     |
| MV                   | 18 | Djibril Sow       |           |
| MV                   | 28 | Manu Bueno        |           |
| AV                   | 09 | Rafa Mir          | 90+3'     |
| AV                   | 11 | Jesús Corona      |           |
| AV                   | 24 | Alejandro Gómez   |           |
| AV                   | 26 | Juanlu Sánchez    | 74' 90'   |
| Coach:               |    |                   |           |
| José Luis Mendilibar |    |                   |           |

### Statistieken
|                        | Manchester City | Sevilla FC |
| ---------------------- | --------------- | ---------- |
| Doelpunten             | 1               | 1          |
| Gele kaarten           | 0               | 3          |
| Rode kaarten           | 0               | 0          |
| Wissels                | 1               | 4          |
| Schoten op doel        | 7               | 4          |
| Schoten naast doel     | 3               | 4          |
| Overtredingen          | 5               | 14         |
| Hoekschoppen           | 8               | 0          |
| Buitenspel             | 0               | 3          |
| Geslaagde passes       | 604             | 180        |
| Passnauwkeurigheid (%) | 90              | 77         |
| Balbezit (%)           | 70              | 30         |
| Gelopen kilometers     | 52,9            | 54,3       |

## Nasleep
Manchester City werd met de overwinning de 25ste club die ooit de UEFA Super Cup won en de zesde Engelse club die dat deed, na Liverpool FC, Nottingham Forest, Aston Villa, Manchester United en Chelsea FC. Sevilla FC verloor voor de zesde opeenvolgende keer dat het deelnam. Het was de vierde keer dat er om de UEFA Super Cup een penaltyserie werd gespeeld. Eerder gebeurde dat in 2013, 2019 en 2021, toen iedere keer eveneens een Engelse club betrokken was. Manchester City-trainer Pep Guardiola won eerder de UEFA Super Cup met FC Barcelona in 2009 en 2011 en met Bayern München in 2013. Zo volgde hij Carlo Ancelotti als tweede trainer die vier keer de UEFA Super Cup won en werd hij de eerste trainer die de prijs met drie verschillende clubs won.
Cole Palmer, de doelpuntenmaker van Manchester City, werd verkozen tot man van de wedstrijd. Volgens een panel van de UEFA liet hij tijdens de wedstrijd goede dribbelskills zien. Guardiola vertelde vertelde dat hij een gevoel had van een gebrek aan motivatie als een selectie veel prijzen wint, maar dat hij dat gevoel tijdens de UEFA Super Cup 2023 niet had. Aanvaller Jack Grealish vertelde dat Guardiola zorgde voor een grotere drang om de prijs te winnen door aan te tonen hoe graag hij de prijs wilde winnen. Sevilla FC-trainer José Luis Mendilibar vertelde dat hij graag had gehad dat zijn team aanvallender had gespeeld en de tegenstander meer onder druk had gezet, maar dat hij dacht dat zijn team een goede wedstrijd speelde. Middenvelder Joan Jordán zei dat de inspanning van het team geweldig was.